# Faune de la Finlande

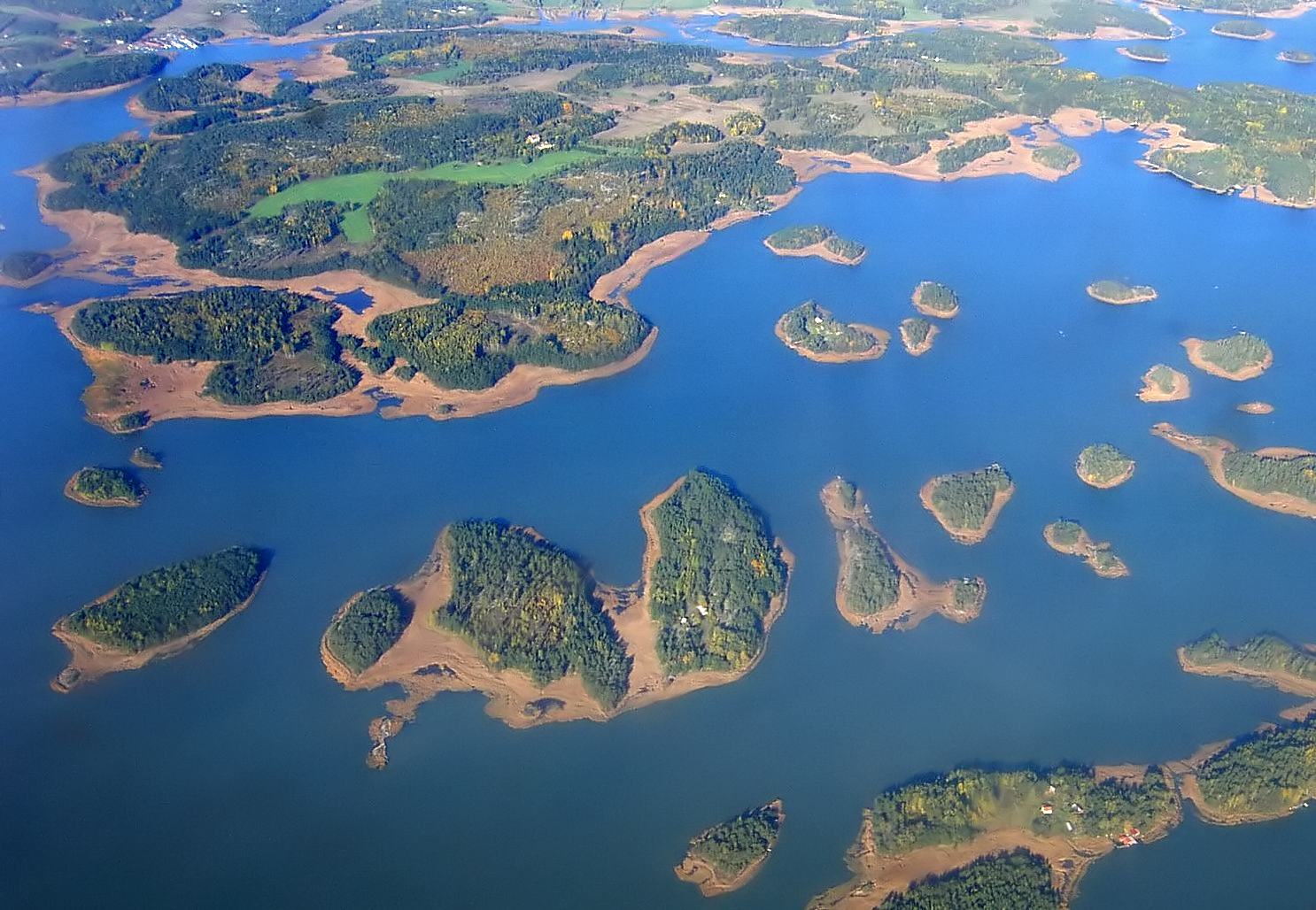
Iles de Naantali, côte de la mer Baltique.

La faune finlandaise est affectée par les conditions environnementales dominantes. Sur le plan phytogéographique, la Finlande est située entre l'Arctique, l'Europe centrale et le nord de l'Europe de la région circumboréale du royaume boréal (en). Le territoire de la Finlande peut être subdivisé en trois écorégions : la taïga scandinave et russe, les forêts mixtes sarmatiques et les forêts de bouleaux et prairies d'altitude scandinaves. La taïga couvre la plus grande partie de la Finlande, depuis les régions septentrionales des provinces du sud jusqu'au nord de la Laponie. Sur la côte sud-ouest, au sud de la ligne Helsinki-Rauma, les forêts sont caractérisées par des forêts mixtes, plus typiques de la région baltique. Dans l'extrême nord de la Finlande, près de la limite des arbres et de l'océan Arctique, les forêts de bouleaux montagnards sont nombreuses. On estime qu'il y a au moins 45 000 espèces animales, végétales et fongiques en Finlande. Le nombre d'espèces connues est d'environ 27 000 animaux, 4 500 plantes et 7 500 espèces fongiques. Les insectes constituent le groupe le plus important en Finlande, avec plus de 20 000 espèces connues sur un total estimé à plus de 30 000 espèces.

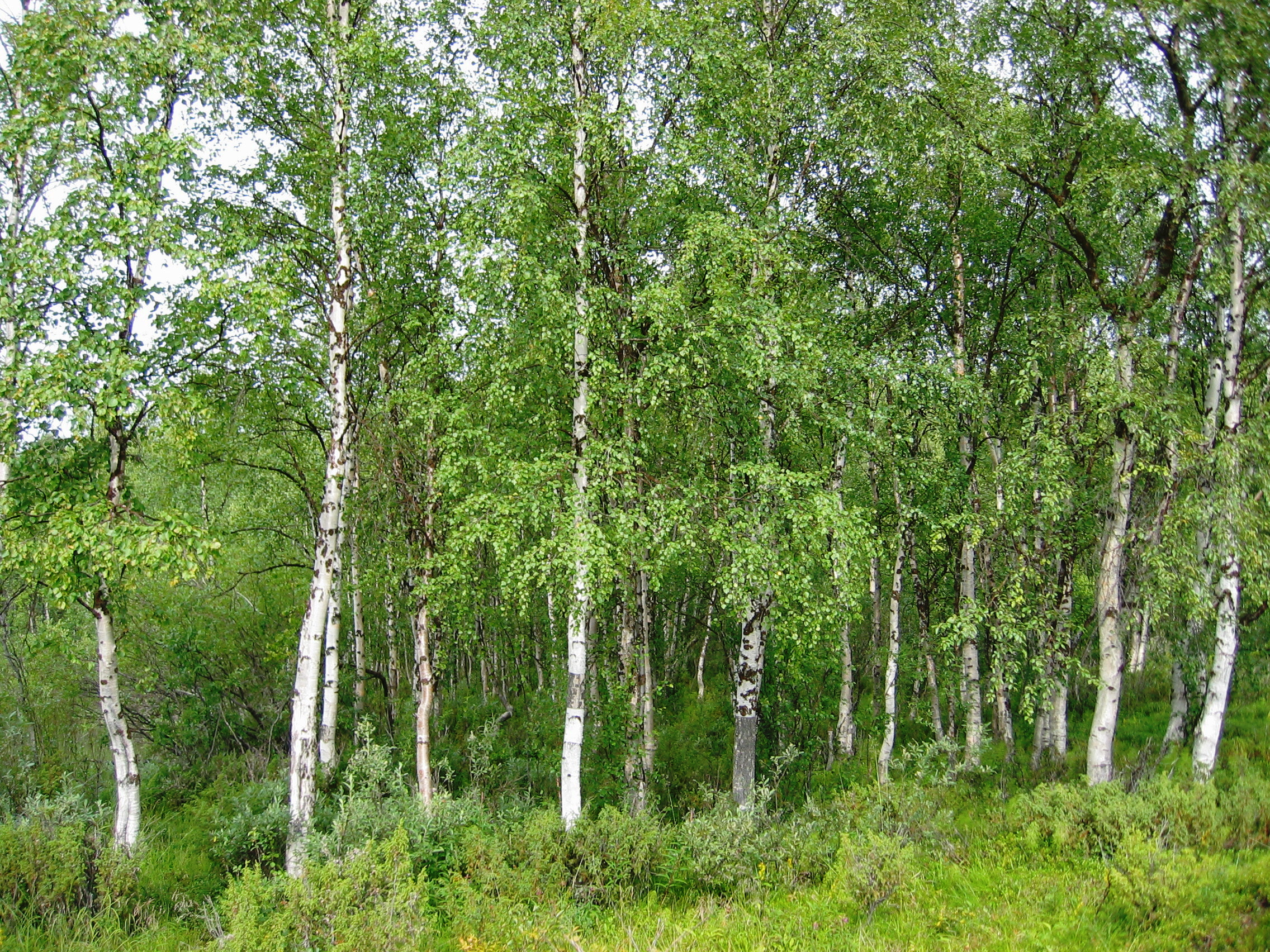
Le bouleau verruqueux, arbre national de la Finlande.

## Habitats naturels
Les types d'habitats de la Finlande sont divisés en huit groupes selon les conditions environnementales dominantes et les espèces végétales et animales typiques de ces zones. Les groupes se composent de types d'habitats de la mer Baltique, de ses côtes, des eaux intérieures et des rivages, des marais, des forêts, des habitats rocheux, des biotopes ruraux traditionnels et des habitats abîmés.

## Monde animal
Dans le monde animal, la Finlande fait partie de l'écozone Paléarctique, comme le reste de l'Europe,. Les estimations suivantes du nombre d'espèces dans différents groupes sont principalement basées sur la Liste rouge 2010 des espèces finlandaises.

### Mammifères

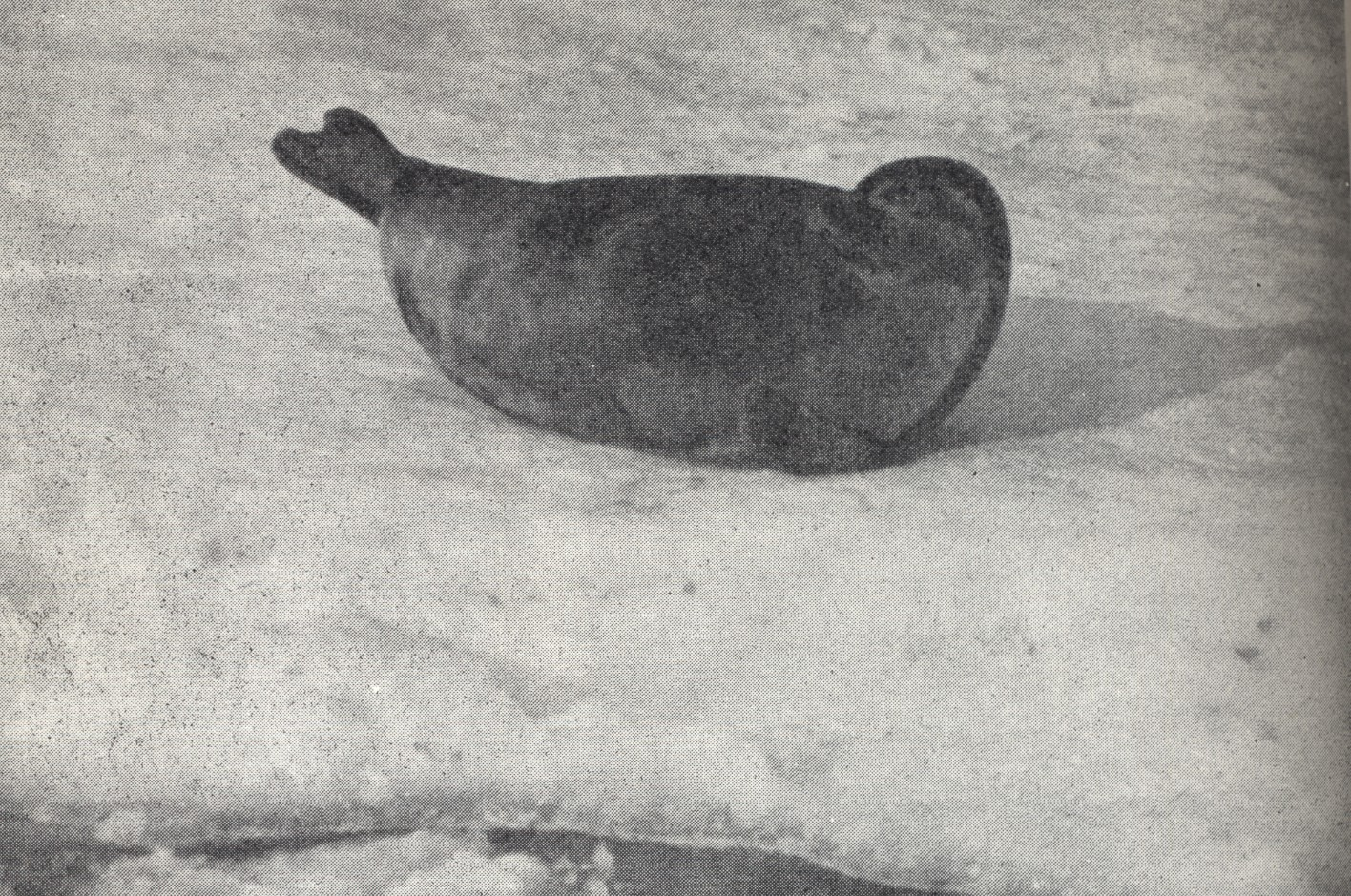
Le phoque marbré du lac Saimaa Pusa hispida saimensis est une sous-espèce de phoques, de l'espèce Phoque annelé (Pusa hispida). Il fait partie des phoques les plus menacés au monde, avec une population totale d'environ 310 phoques qui ne vit qu'en Finlande, au bord du lac Saimaa.

Au total, 80 espèces de mammifères ont été observées en Finlande. 
En 2015, dans le cadre de l'évaluation des espèces d'oiseaux et de mammifères finlandais menacées d'extinction, les espèces suivantes ont été observées : la chauve-souris Myotis nattereri (murin de Natterer ou vespertilion de Natterer), statut : En danger, la Pipistrelle de Nathusius (Pipistrellus nathusi) (Vulnérable), le renard polaire (Vulpes lagopus) (En danger critique d'extinction), le Loup gris (Canis lupus : En danger), le Glouton ou Carcajou (Gulo gulo) : En danger) et le furet Mustela putorius (vulnérable). Le phoque marbré du lac Saimaa Pusa hispida saimensis est une sous-espèce de phoques considérée en danger critique d'extinction. Elle ne vit que sur les rives du lac Saimaa, en Finlande.

### Oiseaux
Articles détaillés : Oiseaux de la Finlande (fi) et Liste des oiseaux finlandais (fi)
En tout, 468 espèces d'oiseaux ont été observées. Sur celles-ci, 256 sont des espèces nicheuses. Les oiseaux nicheurs les plus communs sont le Pouillot fitis, le Pinson des arbres et la Grive mauvis. Le Cygne chanteur (Cygnus cygnus) est l'oiseau national de la Finlande.

### Poissons
Article détaillé : Liste des poissons finlandais (fi)

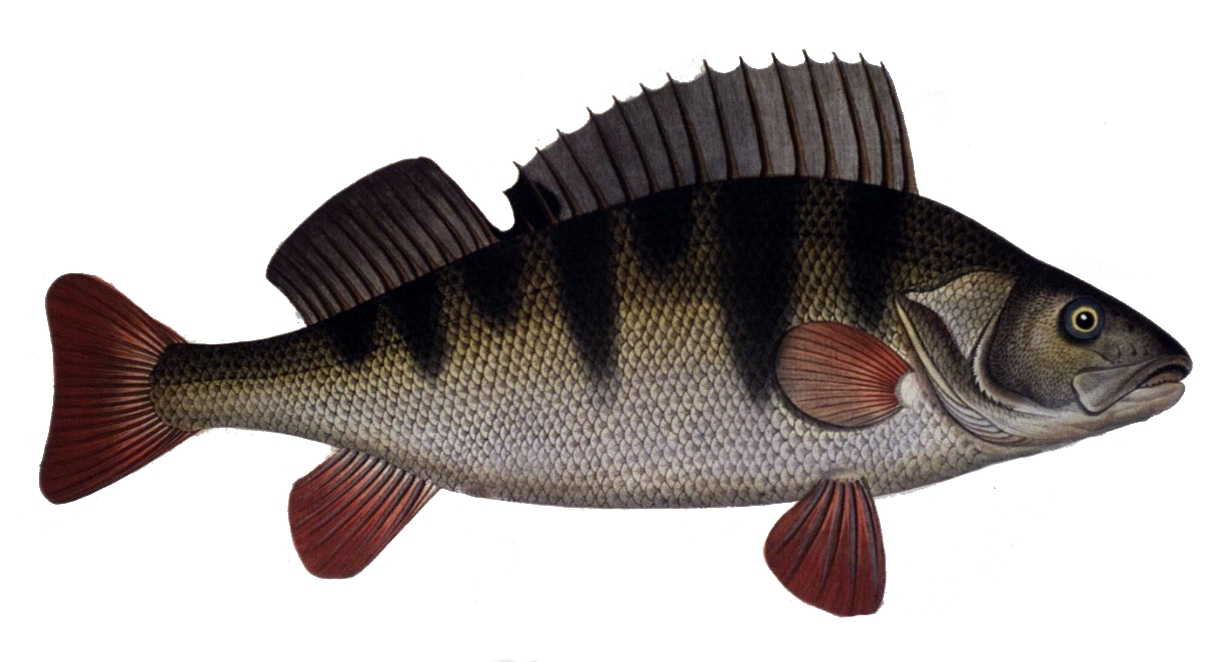
La perche commune, poisson national de la Finlande.

Une centaine d'espèces de poissons ont été trouvées en Finlande. Il y a 71 espèces de poissons considérées comme permanentes, dont 61 sont réparties dans la zone de façon indépendante et 10 ont été introduites par l'humain. Dans la mer de l'archipel, le nombre d'espèces est le plus élevé, car il y a habituellement 52 espèces de poissons. Il y a 29 espèces dans la baie de Botnie et 42 espèces dans l'est du golfe de Finlande. Dans les cours d'eau du centre de la Finlande, il y a 30 espèces dans les eaux du nord de la Laponie. Le stock est resté sensiblement le même pendant 4 000 ans, mais au cours des dernières décennies, il a été affecté par les plantations, la rotation des cultures et les changements dans les rivières en raison de la construction.
Les espèces de poissons permanentes en Finlande sont assez rares, ce qui est attesté par le fait que les zones marines sont, en règle générale, peu nutritives, peu salées, fraîches et la plupart du temps recouvertes de glace. Dans le reste du monde, les poissons marins et continentaux sont souvent très distincts, mais en Finlande, en raison de la faible salinité des eaux côtières, de nombreux poissons de l'intérieur peuvent survivre dans les eaux côtières. Seules les espèces les plus exigeantes, telles que la brème bleue, la loche franche et le goujon, peuvent vivre dans la région de la mer Baltique, dans des eaux presque inhabitées.
Les espèces les plus communes sont la perche commune, le brochet, le gardon, le sandre, la brème, la rotengle, la grémille, l'ide mélanote et la truite.

### Insectes
Plus de 20 000 espèces d'insectes ont été identifiées en Finlande. Celles-ci comprennent : 
- les thysanoures : 6
- les orthoptères : 32
- les dermaptères : 3
- les blattodeas : 4
- les hémiptères : 1542

Parmi les insectes spécifiques à la Finlande, on trouve les papillons de nuit, Exapate bicuspidella et Elachista saarelai, une guêpe braconide Phaenocarpa ungulosetosa, une guêpe ichneumon Fennomacrus koponeni et une guêpe chalcidoïde Anaphes crassipennis.

### Source de la traduction
- (en) Cet article est partiellement ou en totalité issu de l’article de Wikipédia en anglais intitulé « Wildlife of Finland » (voir la liste des auteurs).